# Reinata Sadimba
Reinata Sadimba (Mueda, Mozambique, 1945) es una ceramista mozambiqueña que ha exhibido su trabajo en varias instituciones de arte de todo el mundo.

## Trayectoria
Sadimba nació y creció en Mueda, cuna de la etnia Makonde. Aprendió el arte de la alfarería de su madre y de otras mujeres de su pueblo ya que la educación tradicional para las niñas Makonde incluía la fabricación de objetos en barro. Al principio este conocimiento le sirvió para contribuir al mantenimiento de su familia, que había perdido a su padre muy joven, y más tarde descubrió que la arcilla le permitía "decir cosas que no sabía cómo decir".
El trabajo de Sadimba está muy determinado por sus experiencias personales. Casada joven y separada dos veces, tuvo ocho hijos e hijas de los que solo uno sobrevivió. Además, en su juventud formó parte del Frente de Liberación de Mozambique (FRELIMO) durante la lucha armada por la liberación del país contra el gobierno colonial portugués que comenzó en 1964 y que permitió su independencia en 1974. Su rostro está tatuado de acuerdo con las tradiciones de la etnia Makonde.
En la década de 1980 colaboró en un proyecto rural con una pareja suiza que se habían establecido cerca de Mueda, logrando con esa colaboración una mayor visibilidad de su arte. Después de la guerra civil mozambiqueña (1976-1992) emigró con su único hijo a Dar es-Salam (Tanzania), donde vivió con su hermana. Aquí comenzó a exponer en pequeñas salas de arte y mercados artesanales. El continuo apoyo de la pareja suiza le permitió alcanzar la estabilidad económica para crear con libertad. Y su estancia en Tanzania la ayudó a desarrollar una estética propia de formas vívidas y penetrantes.
En 1992, regresó a Mozambique y se mudó a Maputo. Allí recibió mucho apoyo de Augusto Cabral, entonces director del Museo de Historia Natural de Mozambique, donde la ceramista estableció su estudio. En 1998, se llevó a cabo una semana de enseñanza sobre cerámica tradicional en el museo en la que se destacó su trabajo.

## Obra
En sus piezas utiliza arcilla, debido a su maleabilidad, y piedra caliza blanca y grafito, que le dan un color verde que caracteriza su trabajo. Crea frascos, ollas, sartenes así como piezas con formas antropomórficas, cuerpo, cara y escarificaciones o marcas culturales del grupo étnico Makonde. Sus obras tienen varios mensajes subyacentes: "de una jarra surgen dos bocas de mujer, en una vasija la serpiente o nyoka recrea la vida y la muerte que se enrolla en torno a una persona, las ollas tienen varias bocas y piernas y las figuras que suelen aparecer sin sexo se encuentran defecando". Muchas de las figuras que crea están vinculadas con cuentos, leyendas, dibujos y espíritus de la etnia Makonde y representan aspectos como la feminidad, la maternidad o el parto. Es conocida, además, por la rapidez con la que fabrica sus piezas.
Sadimba tiene obra en instituciones como el Museo Nacional de Arte de Maputo, el Museo de Etnología de Lisboa o la Colección de Arte Moderno Culturgest así como numerosas colecciones privadas.
En 2014, la Fábrica de Porcelana de Vista Alegre la invitó a desarrollar una pieza, titulada Nhoca Makonde, para su colección Evoq.

## Exposiciones
Empezó a exponer en el año 1992 en el Museo de Arte Nacional de Maputo, donde siguió haciéndolo varios años. En 1995 participó en la Bienal de Johannesburgo (Sudáfrica) y tres años después en la Expo 98, celebrada en Lisboa. En el año 2000 UNIFEM le invitó a ser parte de la exposición sobre el Progreso de las mujeres del mundo desarrollada en Nueva York. Desde ese mismo año comenzó a exponer en la Perve Galeria de Lisboa y desde el 2002 en la Galeria de Arte da Cervejaria Trindade, también en Lisboa. En el año 2003 participó en la Porto Arte 2ª Feira de Arte Contemporânea y exhibió su obra en el Hôtel de Ville de París. Además de seguir exponiendo en Portugal, lo ha hecho en otros países como Suiza, Turquía, Bélgica, Dinamarca o Italia. En España pudo contemplarse su obra en la Feria JustMad 2022